# EnergieVerbund Arena
La JOYNEXT Arena (auparavant Freiberger Arena et EnergieVerbund Arena) est une patinoire située à Dresde dans le Land de Saxe en Allemagne.

## Événements
- Match des étoiles de la DEL, 2 février 2008
- Championnat du monde moins de 18 ans de hockey sur glace 2011

## Galerie

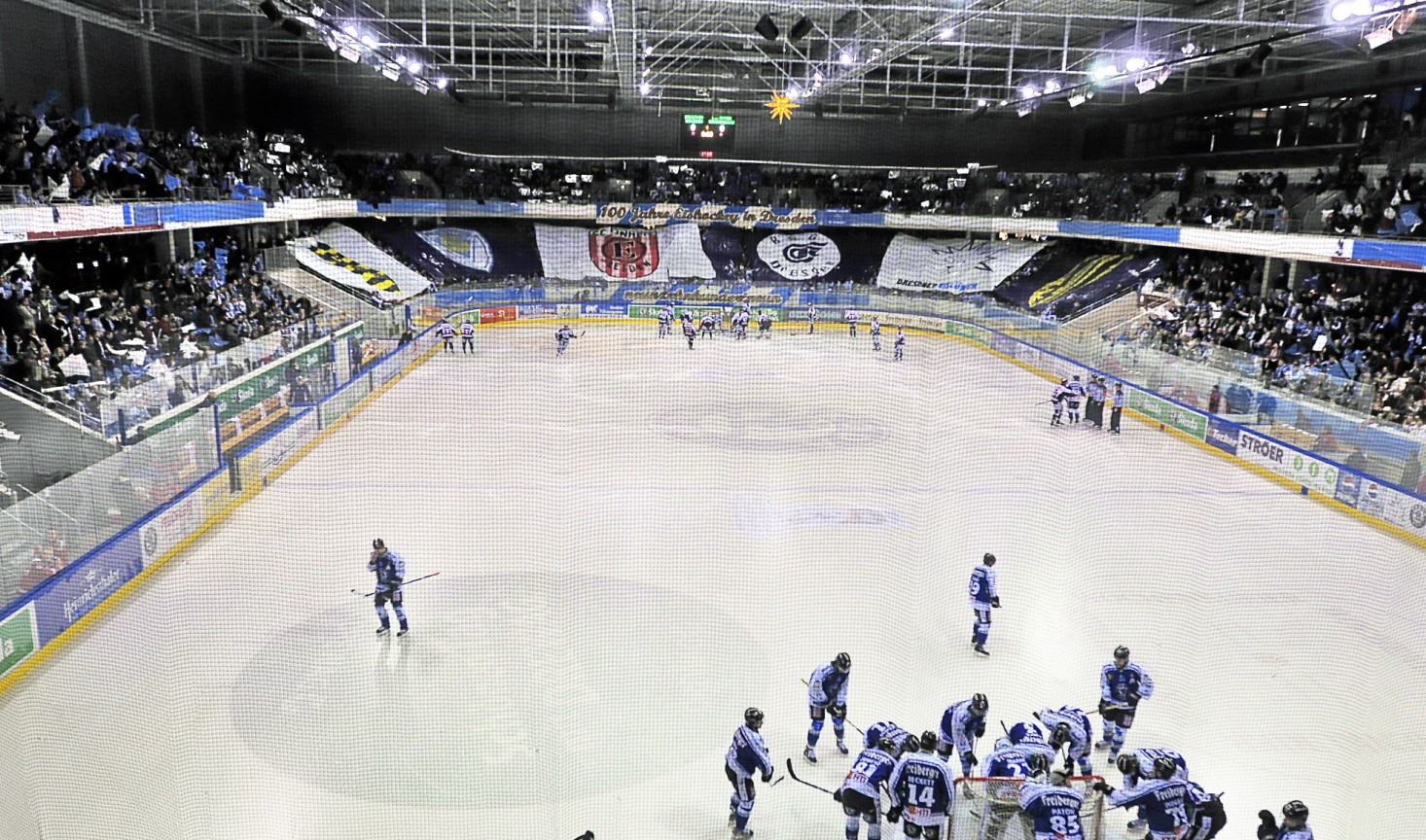
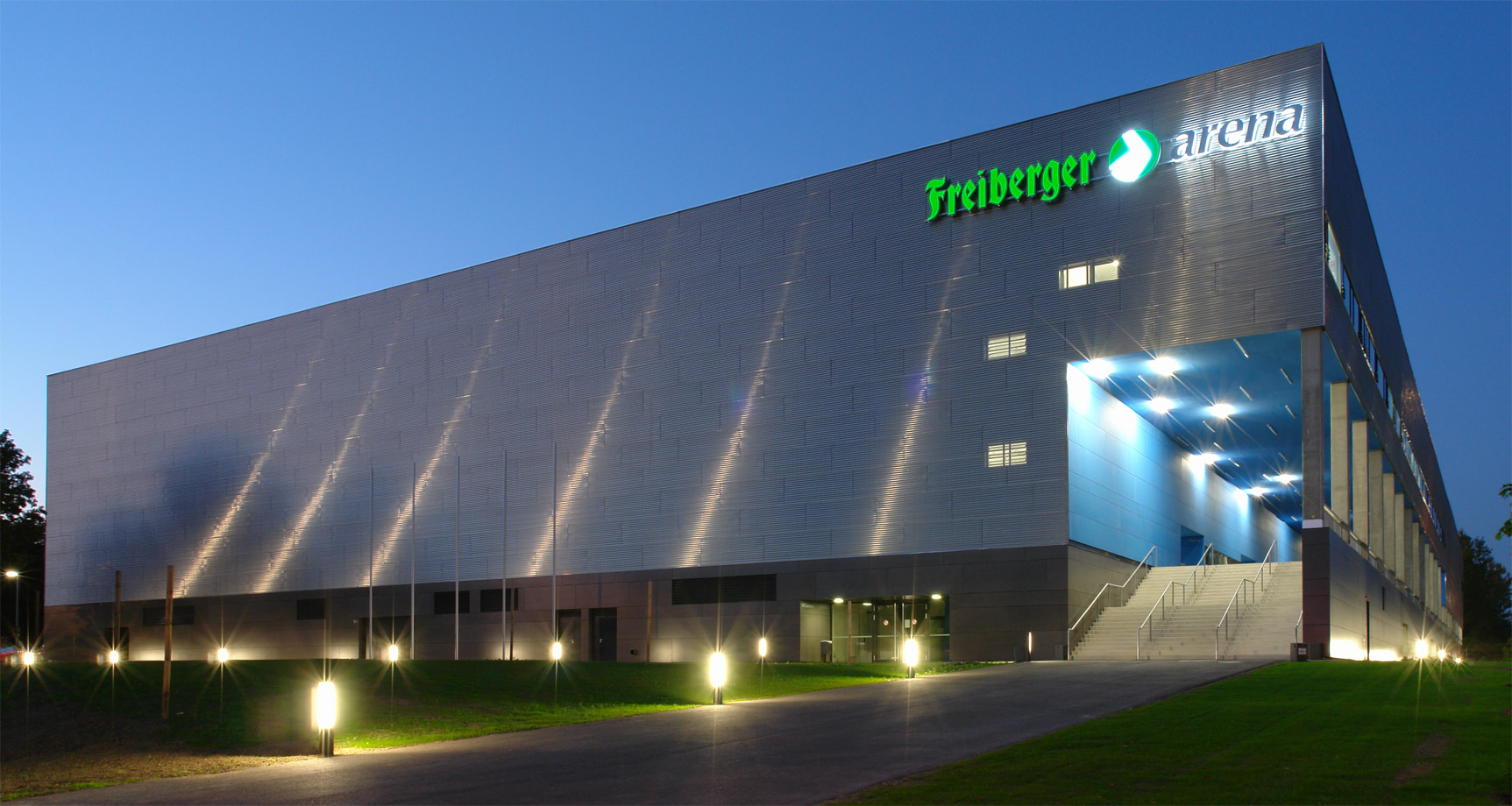